# Hamid Yosufzai
Hamidullah Yousafzai (09 de Outubro de 1981), ou apenas Hamid Yousafzai, é um jogador de futebol profissional afegão que atua como goleiro. Atualmente joga no Kabul Bank FC(Afeganistão) e na Seleção Afegã pelas Eliminatórias Asiáticas para Copa do Mundo de 2014.